# ریا تامپسون
ریا تامپسون (انگلیسی: Ria Thompson؛ زادهٔ ۳ نوامبر ۱۹۹۷) قایقران روئینگ اهل استرالیا است. وی از سال ۲۰۱۶ میلادی تاکنون مشغول فعالیت بوده‌است.
وی در مسابقات کشوری و بین‌المللی در مجموع برندهٔ ۱ مدال طلا، ۱ مدال برنز شده‌است.